# Негневичский сельсовет
Негне́вичский сельсовет — административная единица на территории Новогрудского района Гродненской области Республики Беларусь. Административный центр — агрогородок Негневичи.

## История
Негневичский сельский Совет с центром в д. Негневичи был образован 12 октября 1940 года. С июня 1941 по 1944 год его территория была оккупирована фашистскими войсками.
Названия:
- с 1940 — Негневичский сельский Совет депутатов трудящихся
- с 07.10.1977 — Негневичский сельский Совет народных депутатов
- с 15.03.1994 — Негневичский сельский Совет депутатов[1].

Административная подчинённость:
- с 1940 — в Любченском районе
- с 17.12.1956 — в Новогрудском районе[1].

## Состав
Негневичский сельсовет включает 15 населённых пунктов:
- Адамполь — деревня.
- Боярская — деревня.
- Веселово — деревня.
- Дубье — деревня.
- Задворье — деревня.
- Лозки — деревня.
- Милушево — деревня.
- Негневичи — агрогородок.
- Побрезье — деревня.
- Подгурье — деревня.
- Подкосовье — деревня.
- Роскошь — деревня.
- Слонево — деревня.
- Старые Негневичи — деревня.
- Хоросица — деревня.

## Производственная сфера
- Сельскохозяйственный производственный кооператив «Негневичи»
- СП «Валорэкс» ООО в аг. Негневичи

## Социальная сфера
Учреждения образования:
- ГУО «Негневичская средняя школа Новогрудского района»;
- ГУО «Дошкольный центр развития ребёнка Новогрудского района»

Учреждения здравоохранения:
- Больница сестринского ухода на 25 коек, амбулатория с физкабинетом и койками дневного стационара, лабораторией и зубным кабинетом в аг. Негневичи

Культура:
- Хоросицкий сельский Дом культуры
- Хоросицкая сельская библиотека

## Памятные места
На территории сельсовета находятся воинские захоронения:
- Могила захоронений останков воинов первой мировой войны в аг. Негневичи
- Могила воинов Великой Отечественной войны, погибших при освобождении аг. Негневичи
- Памятники погибшим воинам в д. Хоросица и аг. Негневичи
- Могила расстрелянных во время Великой Отечественной войны мирных жителей в аг. Негневичи